# عطي (القصيم)
عطي، بلدة في المملكة العربية السعودية، تقع غرب منطقة القصيم وتابعة لمحافظة النبهانية، يبلغ عدد سكانها 1875 نسمة، وسكانها هم البيضان من بني عمرو من قبيلة حرب. تقع بلدة عطي على الطريق السريع القصيم-المدينة المنورة وتبعد عن السريع 12كم وعن وادي الرمة المشهور 6 كم وعن جبل إبان الأسمر 11 كم.

## التاريخ
مركز عطي  من أقدم ديار بني عمرو ومؤسسها المشدق وربعة البيضان من بني عمرو.

## السكان
يبلغ عدد سكان مركز عطي 3.000 نسمة.

## الموقع الجغرافي
تقع عطي غرب منطقة القصيم وتبعد عن مدينة بريدة 140 كم، وعن محافظة الرس 90 كم. تقع غرب محافظة النبهانية بمسافة تقدر ب 44 كيلو مترا تقريباً وعن عقلة الصقور 63 كم.

## المناخ
المناخ قاري صحراوي، حار جاف صيفًا بارد مُمطر شتاء، وتبلغ درجة الحرارة صيفًا 45°م، وفي الشتاء تصل 3- مادون الصفر ومتوسط سقوط المطر 145 ملم.